# 下国崇教
下国 崇教（しもぐに たかのり）は、江戸時代後期の松前藩家老。小字は運吉。通称は宮内・貞太郎・豊前・安芸・真澄。号は晴山・梅渓。家老時代の通称である「安芸」の名前で知られる。

## 経歴
家老・下国季鄰（すえちか）の子として誕生。初名は季森。
下国氏は安東氏の一族で、後に蠣崎氏（松前氏）に従った後も重臣として重んじられた。季鄰は初め蠣崎広年（波響）の養子となったが、実家を継ぐ筈であった従兄が死去して下国氏に後継者がいなくなったために実家に戻って家督を継いだ。
天保7年（1836年）、父の死により家督を継ぎ、翌年家老格となる。天保10年（1839年）に正式な家老となり、松前章広から5代の藩主に仕えた。幕末には蠣崎広伴（波鶩、広年の実子）らと共に藩政運営の中心として活躍した。嘉永の福山城修築に携わり、時の藩主松前崇広から100石を加増され、一字を拝領して「崇教」と名乗った。崇広は外様大名でありながら、江戸幕府老中に抜擢されるが、兵庫開港問題を巡って失脚・蟄居となり、慶応2年（1866年）失意のうちに急逝する。このため、藩内は佐幕派と尊皇派の争いが激化するが、安芸（崇教）は中立的な立場を採り、誠実温厚な性格もあって両派の対立を抑える役目に回った。また、文才があり、和歌をよくした。慶応4年/明治元年（1868年）2月、藩主名代として世子松前敦千代（崇広の実子）と共に上洛して王政復古の命を拝した。なお、同月には側用人を務める嫡男・季隆が46歳で急逝している。
松前藩は当初奥羽越列藩同盟に加盟していたが、崇教帰藩後の7月29日に松前崇広の異父弟にあたる鈴木織太郎率いる尊皇派の正義隊が政変を起こし、列藩同盟を支持する佐幕派の家老・藩士らが粛清される事件が起きる。実権を握った鈴木らは新政府との交渉経験がある安芸を執政筆頭に擁立した。後に安芸は藩主・松前徳広に対して事態収拾までの数十日間の報告書である『奉命日誌』を編纂・提出している。榎本武揚の旧幕府軍が蝦夷地に上陸すると松前藩は占領されて、安芸は藩主徳広らを連れて津軽藩に逃れるが、病弱であった徳広は津軽で急死してしまう。ここで、次の藩主に敦千代とするか、徳広の実子である勝千代とするのかという問題が起きるが、安芸は勝千代を新しい藩主に立て敦千代をその補佐とすることで収拾を図った。一方、政変の指導者であった鈴木織太郎の心身に異常をきたし、津軽脱出後には悪化の一途をたどった。これを憂慮した安芸は正義隊幹部を含めた家臣団と共に鈴木を幽閉して藩の立て直しを図った。その後、松前恢復に尽力して永世禄150石を与えられる。明治3年（1870年）、病気を理由に家老の地位を退き、9月に安芸の隠居と孫の季元への家督相続が認められた。
没後の大正4年（1915年）11月10日に従五位が追贈されている。